# 시대음감
시대음감은 KBS 1라디오(전국, 수도권 기준 FM 97.3MHz, AM 711kHz)와 KBS 한민족방송(AM 972, 6015, 1170kHz), KBS 쿨FM(수도권 FM 89.1MHz)에서 방송중인 라디오 프로그램이다.
진행자는 홍주연 아나운서이며, 생방송은 주말 오후 2시 5분부터 오후 2시 55분까지, 재방송은 주말 밤 10시 5분부터 밤 10시 55분까지, 그리고 KBS 한민족방송 본방송은 주말 낮 1시 10분부터 오후 2시까지이며 KBS 쿨FM 본방송은 주말 밤 12시부터 새벽 1시까지이다.
2025년 2월 9일 끝으로 프로그램이 폐지되었다.

## 역대 DJ
- 1대: 김태훈 팝 칼럼니스트 (2019년 4월 27일 ~ 2023년 12월 31일)
- 2대: 김홍범 PD (2024년 1월 6일 ~ 2024년 3월 31일)
- 3대: 홍주연 아나운서 (2024년 4월 6일 ~ 2025년 2월 9일)